# Cuba (Kansas)
|  | Dieser Artikel wurde aufgrund von inhaltlichen Mängeln auf der Qualitätssicherungsseite des Projektes USA eingetragen. Hilf mit, die Qualität dieses Artikels auf ein akzeptables Niveau zu bringen, und beteilige dich an der Diskussion! Eine nähere Beschreibung der zu behebenden Mängel fehlt. |

Cuba ist eine Gemeinde im US-Bundesstaat Kansas im Republic County. Das U.S. Census Bureau hat bei der Volkszählung 2020 eine Einwohnerzahl von 140 ermittelt.
Die Gemeinde hat eine Fläche von 0,8 km². Die Bevölkerungsdichte liegt bei 175 Einwohnern je km².